# موتور عشایری مراد سلطانی
موتور عشایری مراد سلطانی یک منطقهٔ مسکونی در ایران است که در دهستان ارزوئیه واقع شده‌است. موتور عشایری مراد سلطانی ۲۵ نفر جمعیت دارد.